# Otto Kaufmann (Heimatforscher)
Otto Kaufmann (* 29. März 1900 in Harscheid bei Nümbrecht; † 14. August 1985 in Lohmar im Rhein-Sieg-Kreis) war ein deutscher Heimatforscher.

## Leben
Otto Kaufmann wurde als Sohn eines Gast- und Landwirtes in Harscheid, Gemeinde Nümbrecht, geboren. Nach dem Besuch der Volksschule in Harscheid und der Präparandenanstalt (heutiges Wüllenwebergymnasium) in Bergneustadt, wo er bis 1920 eine Lehrerausbildung erhielt, trat er 1922 in den Schuldienst der damaligen Hilfsschule in Gummersbach ein.
Anfang der 1930er-Jahre heiratete Kaufmann; aus der Ehe gingen zwei Töchter hervor. Drei Jahre lang nahm Kaufmann als Soldat am Zweiten Weltkrieg teil.
Von 1952 bis 1972 war er Konrektor an der Sonderschule für Lernbehinderte in Köln-Buchforst.

## Werke
Kaufmann war ein Reisender in Sachen Heimatgeschichte und Mundarten. Der Oberbergische Kreis hat einen Teil seines Nachlasses erworben und im Archiv verwahrt.
- 1918 legte er das Homburger Wörterbuch und eine Sammlung mundartlicher Redensarten, Volksreime und Rätsel an, die er laufend ergänzte.
- 1950 bis 1970 beteiligte er sich an der Erstellung des Rheinischen Wörterbuches.
- 1977 bis 1978 Mundartliche Sprichwörter und Redensarten aus dem Homburgischen,  wurde als Glückwunschheft der Raiffeisenbank Nümbrecht verteilt.
- 2000 Chronik 100 Jahre Raiffeisenbank Nümbrecht.
- Neben Homburger Bräuche und Oberbergische Volkserzählungen hat er eine Reihe weiterer Bücher geschrieben.

## Auszeichnungen
- Albert-Steeger-Stipendium des Landschaftsverbandes Rheinland (1973)
- Ehrenmitglied des Bergischen Geschichtsvereins Abteilung Oberberg und des Förderverein Schloss Homburg (1974)
- Crecelius-Medaille (1974)
- Goldener Schwarzenberger Hochzeitstaler des Oberbergischen Kreises (1974)
- Bundesverdienstkreuz am Bande (13. November 1979)[1]
- Die Benennung einer Straße in Nümbrecht 1987 wurde 2016 zurückgenommen, weil Kaufmann „überzeugter Nationalsozialist war, der sich mit dem Regime mehr als notwendig arrangiert hat und die menschenverachtende Ideologie des Nationalsozialismus als weltanschaulicher Erzieher vertreten und verbreitet hat.“[2]